# Vaucheria
Vaucheria је род алги који припада традиционалној класи Xanthosiphonophyceae у оквиру раздела жутозелених алги. 

## Грађа
Све представнике овог рода карактерише сифонални ступањ организације. Талус је кончаст и неправилно гранат, а за подлогу причвршћен безбојним ризоидима. Попречних зидова у талусу нема, осим уколико дође до повреде или стварања органа за размножавање. Цитоплазма се налази уз сам ћелијски зид у виду танког слоја. У њој се налази већи број хлоропласта без пиреноида, а нешто дубље и једра, којих такође има више. Средину ћелије заузима крупна вакуола.

## Размножавање
Размножавају се бесполно и полно.

### Бесполно размножавање
Размножавају се зооспорама специфичне грађе које се називају синзооспоре. Настају у зооспорангијама које се формирају на врховима кончастих талуса. Зооспоре се ослобађају када прсне зид спорангије. Крећу се врло кратко време, јер већ након пола сата исклијају у једно или већи број кончастих тела. Терестричне врсте се размножавају апланоспорама које такође врло брзо проклијају.

### Полно размножавање
Све врсте се размножавају полно, само што су слатководне увек монецке, док су маринске или монецке или диецке. Полни процес је оогамија. Оогоније и антеридије настају у облику бочних израштаја на телу алге и у њих улази протоплазма. Израштаји од којих настају антеридије се најпре издужују, а потом савијају попут рога. У зрелој антеридији протопласт је издељен на већи број издужених и ситних сперматозоида са по два неједнака бича. Код монецких врста зачетак оогоније је у непосредној близини антеридије. Лоптастог је облика. Иако и у њу улази вишеједарни протопласт, на крају диференцијације ће се образовати само једна јајна ћелија са једним једром. За судбину осталих једара постоје два мишљења; она или дегенеришу или мигрирају у вегетативну нит. И на зиду антеридије и на зиду оогоније настаје пукотина како би се омогућио прилаз сперматозоида јајној ћелији, који допливавају до ње. Након оплођења настаје зигот богат хранљивим супстанцама и хематохромом. После једног периода мировања, зигот директно клија у нову алгу.

## Станиште
Већина врста су слатководне и добро се развијају у водама богатим једињењима гвожђа. Занимљиво је да су стерилне у брзим текућим водама, а да увећана количина угљен-диоксида стимулативно делује на образовање зооспора. Осим слатководних, постоје и терестричне и маринске врсте.

## Примери врста
Потпун списак врста (258) на сајту .